# McDonnell Douglas F-15E Strike Eagle
McDonnell Douglas F-15E Strike Eagle är en vidareutvecklad modell av jaktflygplanet F-15 Eagle som togs fram under 1980-talet för USA:s flygvapen. I likhet med ursprungsplanet är det tvåmotorigt med mycket goda flygegenskaper, tung vapenlast och med stor aktionsradie.
F-15E Strike Eagle är ett enhetsflygplan, till skillnad från ursprungsvarianten F-15 Eagle som enkom var byggt för luftstrid i syfte att upprätthålla luftherravälde. F-15E Strike Eagle är byggd för att både kunna attackera markmål samt att bekämpa fientliga stridsflygplan. Besättningen består två personer, en pilot och en vapensystemofficer.
Ett exempel på tillgängliga vapen är Sidewinderrobotar. F-15E kan även avfyra facklor som avleder värmesökande robotar samt har även inbyggda större bränsletankar som möjliggör långvariga uppdrag, liksom förmåga till lufttankning.
F-15E Strike Eagle ska inte ersättas av F-22 Raptor, utan har kontinuerligt uppgraderats och beräknas vara kvar i tjänst efter 2030.

## Användare
Enligt FlightGlobal är 919 F-15 stridsflygplan i alla olika varianter i tjänst år 2025. Följande tabell beskriver delvis läget:
| Användare                       | Variant  | Köpta/I tjänst | Kommentar                                        |
| ------------------------------- | -------- | -------------- | ------------------------------------------------ |
| USA:s flygvapen                 | F-15E/EX | 236+8/219+8    | Minst 15 har kraschat. 54+46 F-15E/EX beställda. |
| Saudiarabiens flygvapen         | F-15S/SA | 72+84/152      | 4 har kraschat.                                  |
| Israels flygvapen               | F-15I/IA | 25/25          | Ra'am. Ytterligare 25 F-15IA beställda.          |
| Sydkoreas flygvapen             | F-15K    | 61/59          | Slam Eagle. 2 har kraschat.                      |
| Republiken Singapores flygvapen | F-15SG   | 40/40          |                                                  |
| Qatars flygvapen                | F-15QA   | 37/37          | Ytterligare 8+27 beställda.                      |
| Indonesiens flygvapen           | F-15IDN  | (24/)          | 24 beställda.                                    |
| Sammanlagt                      |          | 563/540        |                                                  |

## Galleri

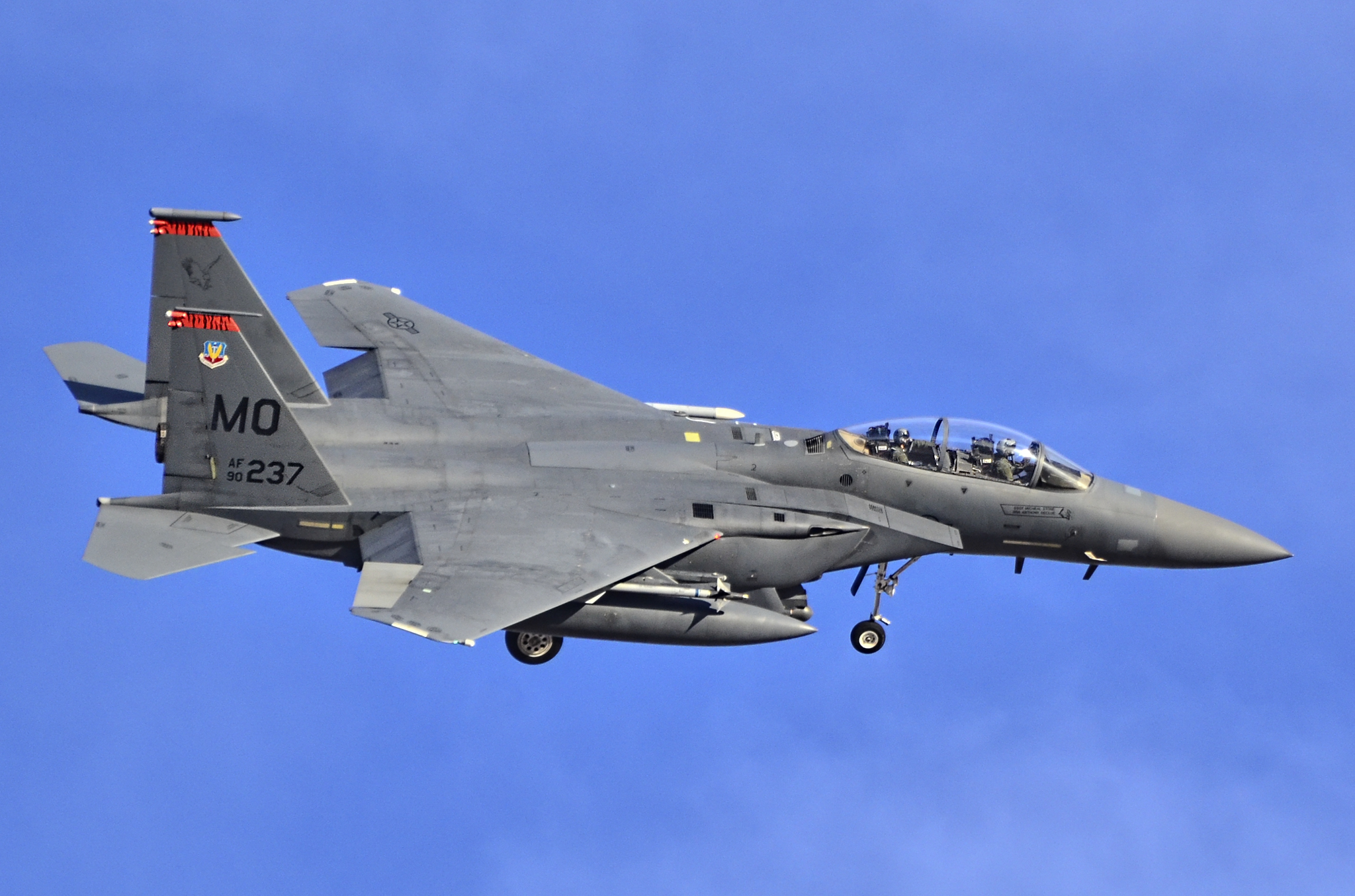
F-15E Strike Eagle från 391st Fighter Squadron på Mountain Home Air Force Base vid Red Flag-övning på Nellis Air Force Base.
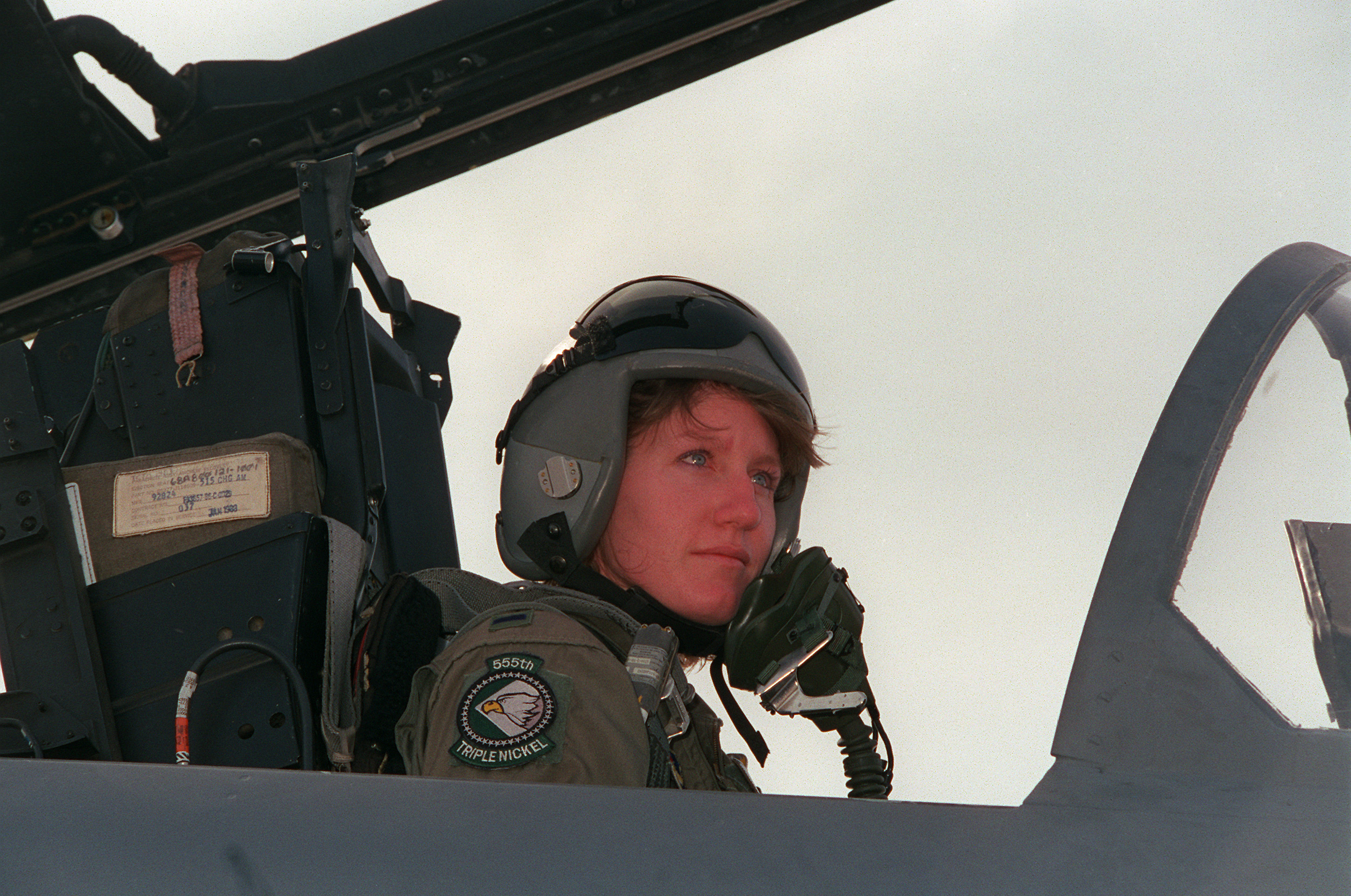
Dåvarande löjtnant Jeannie Flynn, en av de första kvinnliga jaktpiloterna i USA:s flygvapen, i cockpit på F-15E Strike Eagle under flygutbildning i oktober 1993.
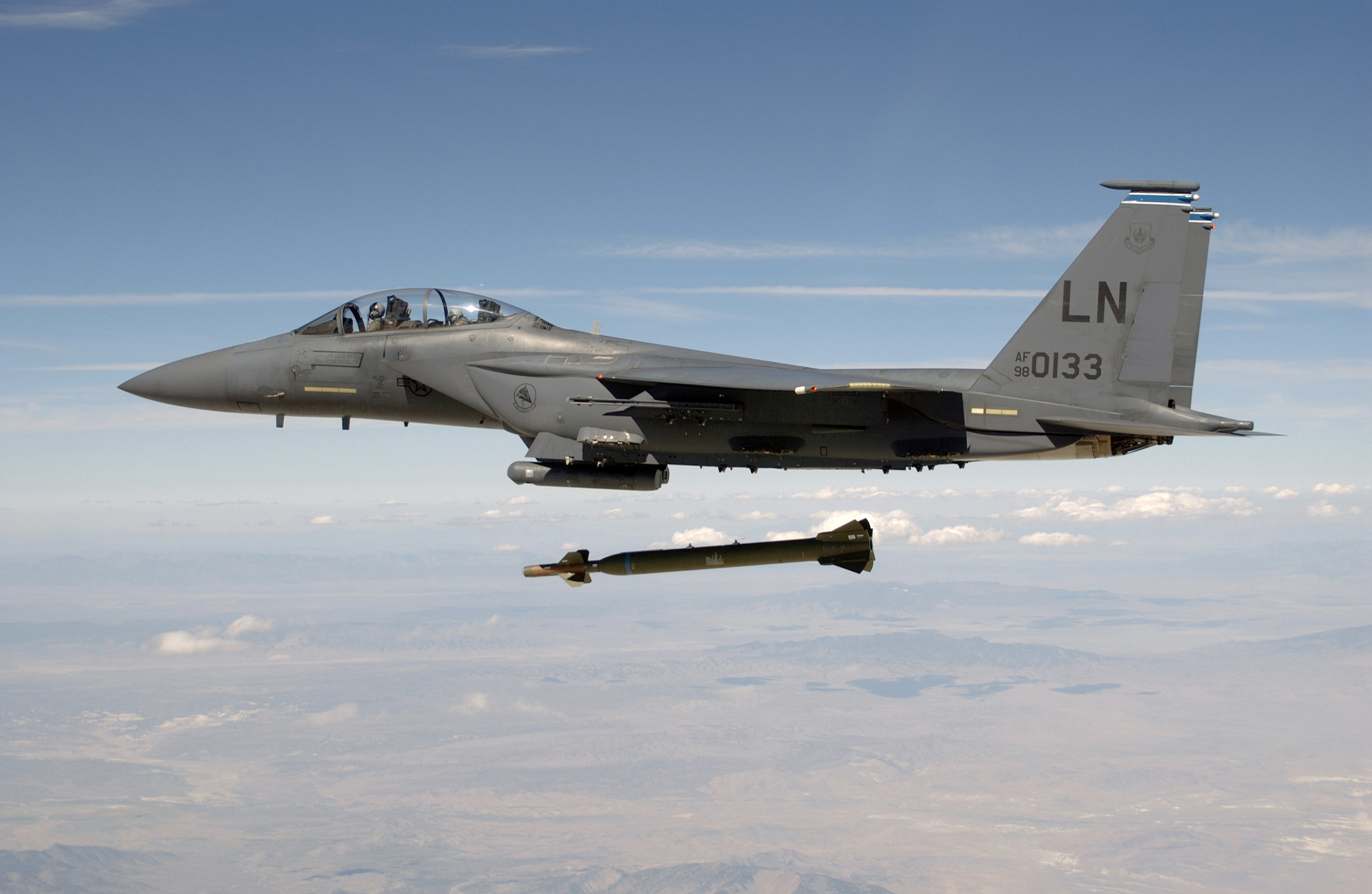
F-15E släpper laserstyrd flygbomb GBU-28 Paveway III.
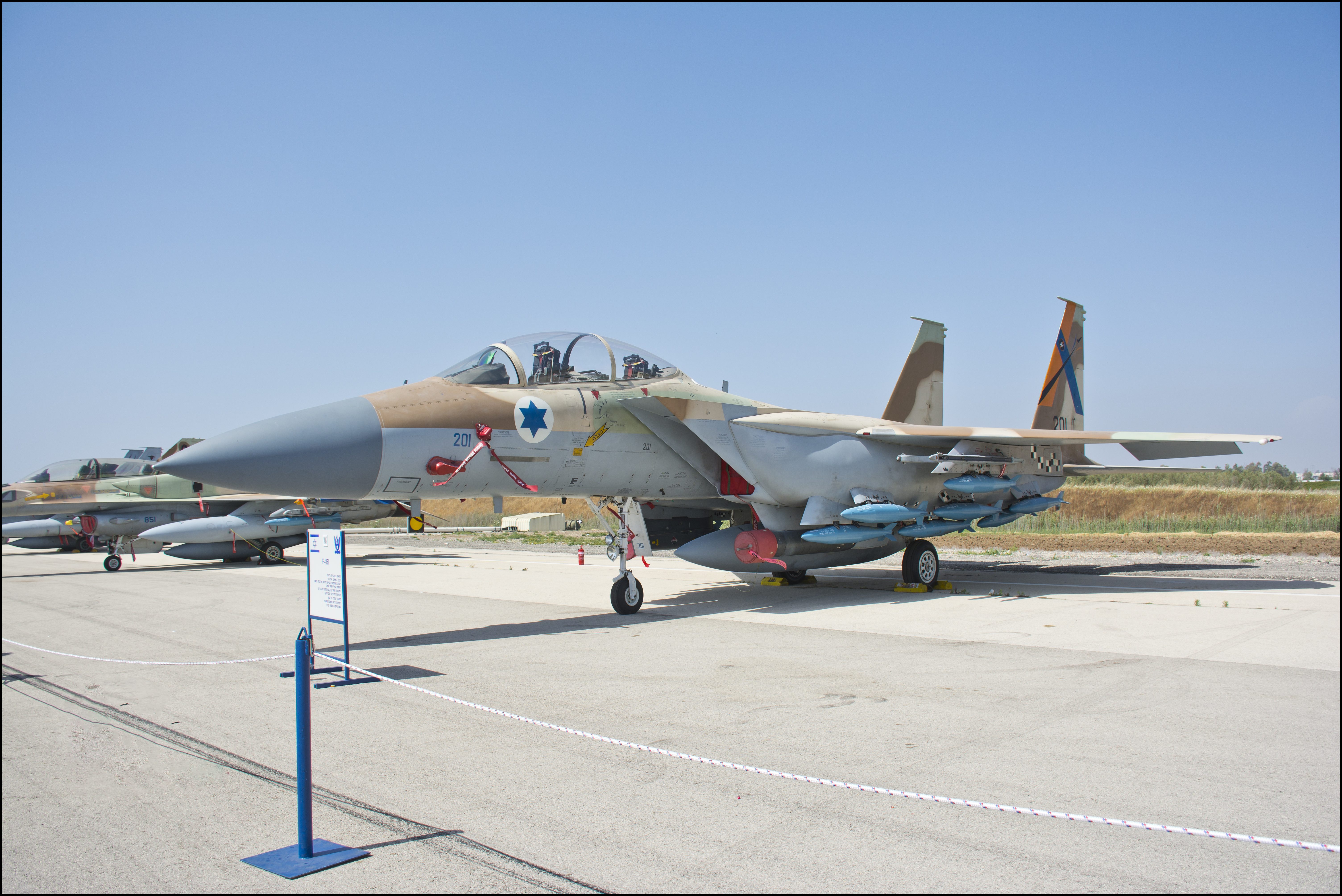
Israelisk F-15I Ra'am.
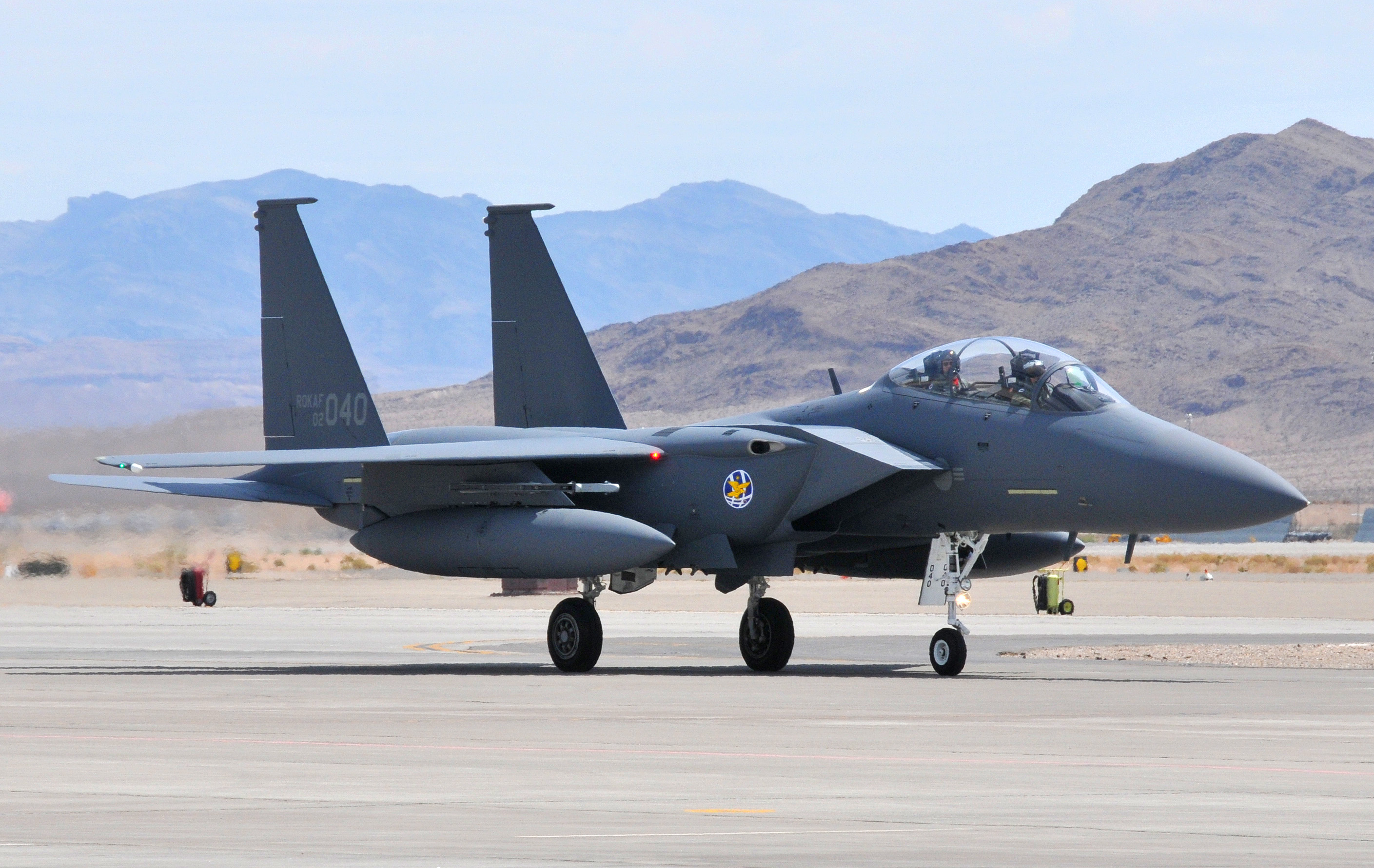
F-15K.